# Герб Камско-Устьинского района
Герб Камско-Устьинского муниципального района Республики Татарстан Российской Федерации.
Герб утверждён Решением № 56 Совета Камско-Устьинского муниципального района 21 июня 2006 года.
Герб внесён в Государственный геральдический регистр Российской Федерации под регистрационном номером 2612 и в Государственный геральдический реестр Республики Татарстан под № 63.

## Описание герба
«В лазоревом поле над возникающим справа зелёным берегом с золотыми откосами — серебряная, с чёрными концами крыльев, летящая вправо с воздетыми и распростёртыми крыльями чайка».

## Символика герба
Камско-Устьинский муниципальный район расположен в месте слияния двух крупнейших рек Восточной Европы — Волги и Камы. Голубое поле герба символизирует красоту и величие речных просторов.
Серебряная чайка символизирует важное народно-хозяйственное и природно-географическое значение региона, расположенного на берегу Куйбышевского водохранилища.
Территория района является частью Волго-Свияжского междуречья и имеет характер высокого массива Приволжской возвышенности, круто обрывающегося к Свияге и к Волге. Свияжский и Волжские склоны, значительно превосходят по высотным отметкам окружающую местность, здесь же находится самая высокая точка побережья — гора Лобач (Обач), расположенная невдалеке от районного центра и отражённая в гербе.
Таким образом герб языком символов отражает природные и хозяйственные особенности района.
Серебро — символ чистоты, совершенства, мира и взаимопонимания.
Золото — символ богатства, стабильности, уважения и интеллекта.
Голубой цвет — символ чести, благородства, духовности.
Зелёный цвет — символ природы, жизненного роста, здоровья, плодородия.
Чёрный цвет — символ скромности, мудрости, вечности бытия.

## История герба
Разработка герба района произведена авторской группой Геральдического совета при Президенте Республики Татарстан и Союза геральдистов России в составе:
Рамиль Хайрутдинов (Казань), Радик Салихов (Казань), Ильнур Миннуллин (Казань), Константин Мочёнов (Химки), Кирилл Переходенко (Конаково), Оксана Афанасьева (Москва) при участии Ф. Валиахметова (р.п. Камское Устье).